# Vitalij Cholod
Vitalij Ruslanovyč Cholod (in ucraino Віталій Русланович Холод?; Leopoli, 15 gennaio 2004) è un calciatore ucraino, difensore del Ruch L'viv.

## Carriera

### Club
Cresciuto nel settore giovanile del Karpaty, nel 2020 è stato acquistato dal Ruch L'viv con cui ha debuttato in competizioni professionistiche il 7 dicembre 2022 nell'incontro di prima divisione ucraina pareggiato 202 contro il Čornomorec'; ha segnato il suo primo gol in carriera in competizioni professionistiche il 30 agosto 2024 nella partita di campionato vinta 5-0 contro l'Inhulec'.

### Nazionale
Ha giocato con la nazionale ucraina Under-19.

## Statistiche

### Presenze e reti nei club
Statistiche aggiornate al 10 agosto 2025.
| Stagione          | Squadra           | Campionato        | Campionato | Campionato | Coppe nazionali | Coppe nazionali | Coppe nazionali | Coppe continentali | Coppe continentali | Coppe continentali | Altre coppe | Altre coppe | Altre coppe | Totale | Totale | Totale |
| Stagione          | Squadra           | Comp              | Pres       | Reti       | Comp            | Pres            | Reti            | Comp               | Pres               | Reti               | Comp        | Pres        | Reti        | Pres   | Reti   |        |
| ----------------- | ----------------- | ----------------- | ---------- | ---------- | --------------- | --------------- | --------------- | ------------------ | ------------------ | ------------------ | ----------- | ----------- | ----------- | ------ | ------ | ------ |
| 2023-2024         | Ruch-2 L'viv      | 2L                | 2          | 0          | -               | -               | -               | -                  | -                  | -                  | -           | -           | -           | 2      | 0      |        |
| 2022-2023         | Ruch L'viv        | PL                | 9          | 0          | -               | -               | -               | -                  | -                  | -                  | -           | -           | -           | 9      | 0      |        |
| 2023-2024         | Ruch L'viv        | PL                | 11         | 0          | CU              | 2               | 0               | -                  | -                  | -                  | -           | -           | -           | 13     | 0      |        |
| 2024-2025         | Ruch L'viv        | PL                | 28         | 1          | CU              | 2               | 0               | -                  | -                  | -                  | -           | -           | -           | 30     | 1      |        |
| 2025-2026         | Ruch L'viv        | PL                | 2          | 0          | CU              | 0               | 0               | -                  | -                  | -                  | -           | -           | -           | 2      | 0      |        |
| Totale Ruch L'viv | Totale Ruch L'viv | Totale Ruch L'viv | 50         | 1          |                 | 4               | 0               |                    | -                  | -                  |             | -           | -           | 56     | 1      |        |
| Totale carriera   | Totale carriera   | Totale carriera   | 52         | 1          |                 | 4               | 0               |                    | -                  | -                  |             | -           | -           | 56     | 1      |        |